# クヌート (ホッキョクグマ)

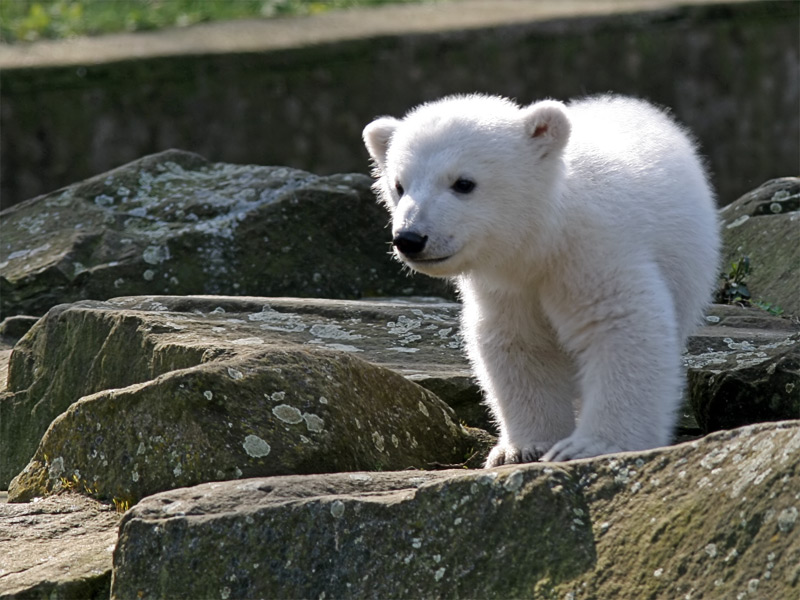
クヌート (2007年3月撮影)

クヌート（ドイツ語: Knut、2006年12月5日 - 2011年3月19日）は、ドイツのベルリン動物園で生まれたホッキョクグマである。母グマが育児放棄したため、人工哺育された。その愛らしい姿からドイツ国内のみならず世界中での人気を集めた。

## 生涯
母親はカナダ生まれで、旧東ドイツの国営サーカスで芸をしていたトスカ（独：Tosca、20歳）。父親はミュンヘン動物園生まれのラルス（独：Lars、13歳）。トスカは2005年にも三つ子を出産していたがこのときも育児放棄している。
2006年12月5日、トスカはクヌートら双子の兄弟を出産するが、再び出産直後に遺棄したため、飼育係と獣医が双子を救出、人工哺育にきりかえた。クヌートの兄弟は生後4日目に感染症により死亡した。他方、クヌートは生後44日を人工保育器の中で過ごしたものの、飼育係であったトーマス・デルフラインの献身的な飼育により、その後順調に成長した。デルフラインは2008年9月22日に急逝。

## 人気

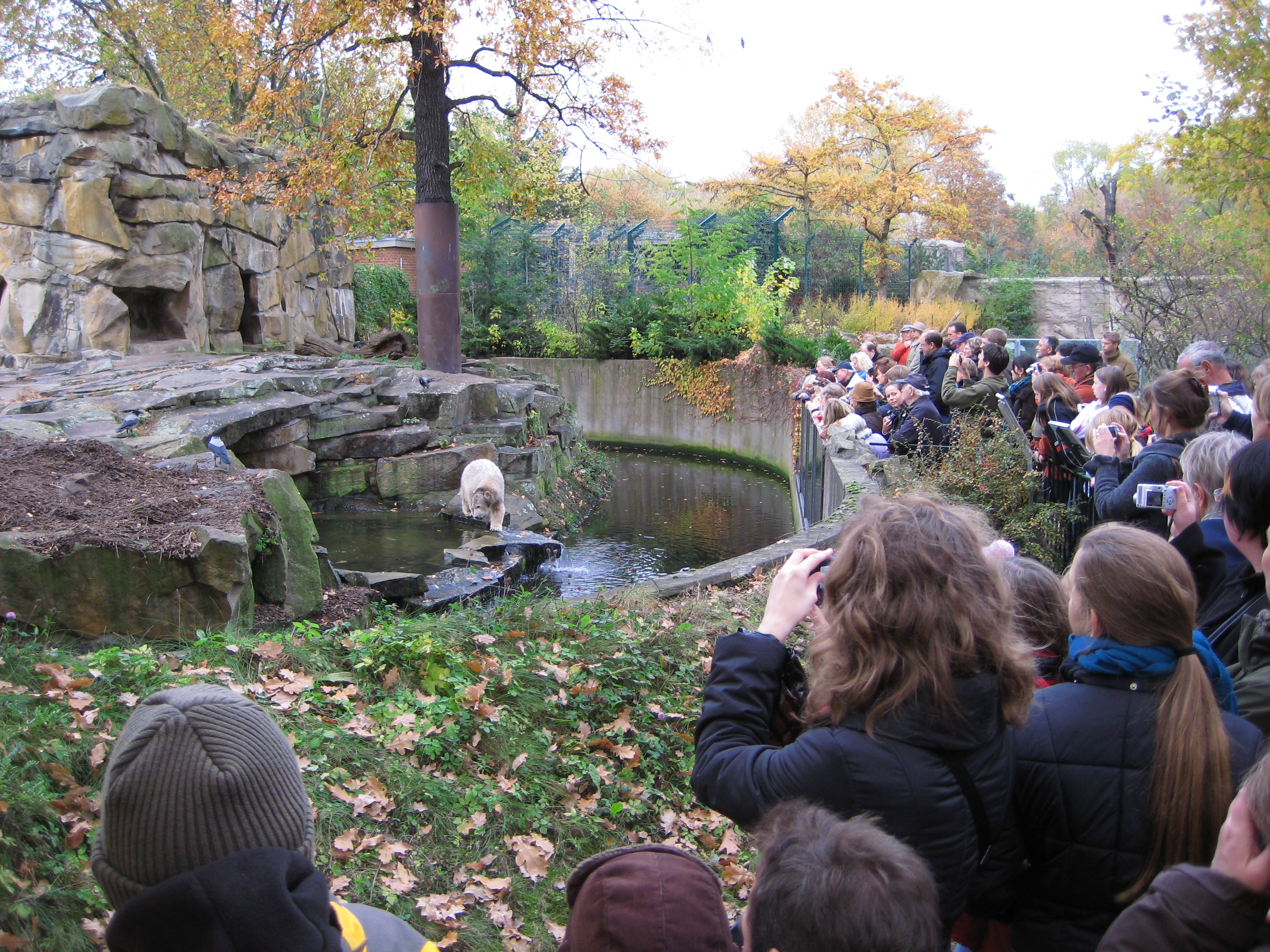
クヌート (2007年10月撮影)

2007年1月末に元気な姿がマスコミで披露されると、ドイツ国内で一躍人気者となった。2月末にベルリンのテレビ局RDDによるテレビ番組シリーズが開始され、公式サイトやブログ等が立ち上げられて人気が海外へも波及。とりわけ3月23日の一般公開後には、飼育係と遊ぶ愛らしい姿が人気を集め、ドイツの新聞雑誌などで特集記事が組まれたほか、アメリカの雑誌『Vanity Fair』の表紙にも登場した。DVDやぬいぐるみ、お菓子など関連商品も多数発売されている。また2008年3月2日には、『Knut und seine Freunde』というドキュメンタリー映画も公開された。
ベルリン動物園は株式会社であり、地元のベルリン・ブレーメン取引所に上場している。水族館入場権付きの同社株価は一時2000ユーロ（約32万円）近辺を推移していたが、3月23日のクヌート一般公開後には急騰し、4月3日の終値の時点で4660ユーロ（約74万5600円）となった。
2009年5月19日にはクヌートの父親ラルスを貸し出していたノイミュンスター動物園はベルリン動物園に対し50万ユーロ（約6500万円）の利益の配分を求め提訴、ノイミュンスター動物園に約43万ユーロ（約5600万円）を支払うことで和解が成立、ベルリン動物園に留まることになった。

## 死
2011年3月19日にクヌートが、飼育施設内の池（プール）で死んでいるのが発見された。死亡時の模様は動画としてみることができる。組織学的検査、マイクロアレー、次世代シーケンサーなどによる病因の探索が行われ、最終的に抗NMDA受容体抗体脳炎であったことが報告された。
死後2年近く経過した2013年2月、クヌートの遺骸はベルリン自然史博物館で標本として展示された。骨格を基にクヌートの毛皮などを使って作ったという。

## 安楽死処分に関する議論
「動物愛護団体がホッキョクグマの人工哺育は種のあり方に反するため、クヌートを安楽死させろと主張している」との捏造記事が発端となり、人工哺育や動物園のあり方についての議論がドイツ国内外で巻き起こった。
ドイツの大衆芸能紙「ビルト」が2006年1月26日付けで、動物愛護活動家フランク・アルブレヒトが人工哺育はシロクマの種のあり方にふさわしくないため、クヌートを薬殺処分するべきだと主張していると事実誤認の記事を掲載した。当初はこの記事が特に注目を集めることはなかったが、3月下旬の一般公開直前にドイツの週刊誌「シュピーゲル」があらためてこの記事を取り上げ、他の多くのメディアが同記事を引用したことから、「安楽死の是非」についての議論が巻き起こった。さらに各通信社によって世界中に「一部の動物愛護団体が、シロクマの人工哺育は自然の法則に反すると安楽死を主張したが、動物園側はこれに「世界で最も絶滅危惧にひんした動物だ」と反論。ガブリエル環境相も3月23日に「最も地球温暖化を象徴する存在」として園の立場を擁護した。
ドイツでは人工飼育の是非をめぐって論争になっている」として配信されたため、世界各国でも大きく報じられた。この議論に対してアーヘン動物園長のヴォルフラム・グラフ＝ルドルフをはじめ、他の動物園関係者や動物愛護団体からも、「ベルリン動物園はもっと早くにクヌートを処分する勇気を持つべきだった」と安楽死を支持する声が上がったと報じられた。
その後、アルブレヒトやグラフ＝ルドルフに対し、ドイツ国内外からの脅迫状が殺到したことなどもあり、ドイツやイギリス、オーストラリアなどのメディアの一部は、この論争の検証を行った。アルブレヒトの発言とされるものは実際には、前年にライプツィヒ動物園で同様に母グマに遺棄されたナマケグマの仔が安楽死させられたことへの抗議についてのものである。ライプツィヒ動物園側が「人工哺育は人道的ではなく、動物の権利を侵害する」と主張していたのに反論し、「ライプツィヒ動物園の理論に従えば、ベルリン動物園もクヌートを殺していなければならなかったことになる」と発言したものであったことや、グラフ＝ルドルフがクヌートに関する一切の発言を否定していることなどを明らかとし、謝罪している。
また、2010年、PETAが近親交配の回避を理由にクヌートの去勢を求めた。